# فالنسيان
فالنسيان (بالفرنسية: Valenciennes)‏ وهي مدينة تقع في مقاطعة نور في شمال فرنسا بالقرب من الحدود مع بلجيكا تبلغ مساحتها حوالي 14 كلم مربع ويبلغ عدد سكانها 41 ألف نسمة، تعتبر من المدن القديمة في فرنسا وأول إشارة لها كان في عهد كلوفيس الثاني في سنة 843 الذي كان ملك على نيوستريا.

## السياسة والإدارة

### التوأمة
- : ميدواي (بريطانيا) منذ 1955.
- : تشاتام (بريطانيا).
- : دورن (ألمانيا) منذ 1959.
- : أغريجنتو (إيطاليا) منذ 1982.
- : غليفيتسه (بولندا) منذ 1991.
- : موسكو (روسيا) منذ 1991.
- : ناكا (السويد) منذ 1992.
- : ييتشانغ (الصين) منذ 1998.
- : أبودا (المجر) منذ 1999.
- : ميشكولتس (المجر).
- : بريود (فرنسا).

## أعلام
- باتريك روي
- مارغريت الثانية، كونتيسة فلاندرز
- فيليبا هينو
- أديلايد من هولندا
- هنري دي فلاندرز
- ويليام الأول، دوق بافاريا
- جان الأول من أفيسنيس
- ليون دومون
- بالدوين الأول، إمبراطور القسطنطينية اللاتينية
- هنري السابع
- جون الثاني، كونت هولندا
- ويليام الثاني، دوق بافاريا
- ويليام الثالث، كونت هولندا
- مارجريت من هولندا
- فيليبا من لوكسمبورغ

## مقالات ذات صلة
- نور (إقليم فرنسي)

## روابط خارجية
- الموقع الرسمي.